# Terrell Brandon
Thomas Terrell Brandon (Portland, Oregón, 20 de mayo de 1970) es un exjugador de baloncesto estadounidense que disputó 11 temporadas en la NBA. Con 1,80 metros de altura, jugaba en la posición de base.

## Carrera

### Universidad
Brandon jugó durante dos años con los Ducks de la Universidad de Oregón. En su temporada freshman, en 1989-90 firmó 17,9 puntos, 3,7 rebotes y 6 asistencias. Irrumpió en su segunda temporada con 26,6 puntos, 3,6 rebotes y 5 asistencias.
Sus promedios en Oregón fueron de 22,2 puntos, 3,6 rebotes y 5,5 asistencias.

### NBA
Terrell fue elegido en el puesto 11 de 1.ª ronda del draft de 1991 elegido por Cleveland Cavaliers. Sus primeras seis temporadas las pasó en Cleveland, desde 1991 hasta 1997. Allí pasó sus mejores temporadas como jugador, llegando a participar consecutivamente en el All-Star Game de 1996 y 1997. Durante sus dos primeras temporadas no se perdió ningún partido. Lideró a los rookies en asistencias (3.9) y fue incluido en el 2.º Quinteto. En sus tres primeras campañas se movió entre los 20 minutos de media y los 8 puntos por encuentro aprendiendo de un base como Mark Price, titular durante esos años.
Fue en la temporada 1994-95 cuando empezó a cobrar más protagonismo. Promedió 13,3 puntos, 2,8 rebotes y 5,4 asistencias, pero se perdió los 10 últimos partidos de la liga regular y la 1.ª ronda de playoffs, donde sus Cavs cayeron ante New York Knicks 3-1.
La temporada de su consagración sería la 1995-96, donde se fue hasta los 19,3 puntos, 3,3 rebotes y 6,5 asistencias, siendo elegido para participar en el All-Star Game celebrado en San Antonio, convirtiéndose en el octavo jugador de menos de 6 pies en ser elegido para jugar el All-Star. Volvieron a caer ante New York Knicks por un contundente 3-0.
La temporada 1996-97 sería la última en Cleveland, sus 19,5 puntos, 3,9 rebotes y 6,3 asistencias le volvieron a llevar al All-Star, celebrado en su casa, en el Gund Arena de Cleveland. Anotó 10 puntos y repartió 8 asistencias en 17 minutos. En lo que al equipo se refiere, se quedó fuera de playoffs. Fue elegido Jugador más Deportivo del año.
Brandon fue traspasado el 25 de septiembre de 1997 a Milwaukee Bucks en una operación a 3 bandas que envió también a su compañero Tyrone Hill a Bucks, estos enviaron a Sherman Douglas a Cleveland Cavaliers y a Vin Baker a Seattle Supersonics a cambio de Shawn Kemp. Milwaukee también recibió de Cleveland una 1.ª ronda del draft de 1998.
En Milwaukee las lesiones empezaron a hacer mella en el pequeño base. En su primera temporada allí hizo 16,8 puntos, 3,5 rebotes y 7,7 asistencias, pero se perdió 32 partidos. Al año siguiente sería traspasado tras empezar jugando en Milwaukee. Su destino ahora sería Minnesota Timberwolves, donde llegó el 11 de marzo de 1999 tras otro traspaso a tres bandas.
Con los Timberwolves, Brandon volvió a renacer y brindó una de sus mejores etapas como profesional. En los 21 partidos que jugó esa temporada tras llegar de Milwaukee, promedió 14,2 puntos, 3,9 rebotes y 9,8 asistencias. En la temporada 1999-00 se iría a los 17,1 puntos, 3,4 rebotes y 8,9 asistencias. Tendría unos números ligeramente peores en la siguiente temporada. Durante sus 3 primeros años en Minnesota disputó los playoffs formando un trío importante con Kevin Garnett y Wally Szczerbiak, sin embargo, en ninguna ocasión superaron la 1,ª ronda. En la temporada 2001-02 comenzaría su calvario con las lesiones. El 13 de febrero de 2002 los Wolves le colocarían en la lista de lesionados, de la que no salió jamás. Ahí acabó la carrera de Terrell Brandon pese a que luego fuera traspasado a Atlanta Hawks, con los que no llegaría a jugar ni un solo minuto.

## Estadísticas de su carrera en la NBA

### Temporada regular
| Año      | Equipo    | PJ  | PT  | MPP  | %TC  | %3P  | %TL   | RPP | APP | ROB | TPP | PPP  |
| -------- | --------- | --- | --- | ---- | ---- | ---- | ----- | --- | --- | --- | --- | ---- |
| 1991–92  | Cleveland | 82  | 9   | 19.6 | .419 | .043 | .806  | 2.0 | 3.9 | 1.0 | .3  | 7.4  |
| 1992–93  | Cleveland | 82  | 8   | 19.8 | .478 | .310 | .825  | 2.2 | 3.7 | 1.0 | .3  | 8.8  |
| 1993–94  | Cleveland | 73  | 10  | 21.2 | .420 | .219 | .858  | 2.2 | 3.8 | 1.2 | .2  | 8.3  |
| 1994–95  | Cleveland | 67  | 41  | 29.3 | .448 | .397 | .855  | 2.8 | 5.4 | 1.6 | .2  | 13.3 |
| 1995–96  | Cleveland | 75  | 75  | 34.3 | .465 | .387 | .887  | 3.3 | 6.5 | 1.8 | .4  | 19.3 |
| 1996–97  | Cleveland | 78  | 78  | 36.8 | .438 | .373 | .902  | 3.9 | 6.3 | 1.8 | .4  | 19.5 |
| 1997–98  | Milwaukee | 50  | 48  | 35.7 | .464 | .333 | .846  | 3.5 | 7.7 | 2.2 | .3  | 16.8 |
| 1998–99  | Milwaukee | 15  | 14  | 33.7 | .409 | .250 | .839  | 3.5 | 6.9 | 1.6 | .2  | 13.5 |
| 1998–99  | Minnesota | 21  | 20  | 33.9 | .425 | .263 | .830  | 3.9 | 9.8 | 1.9 | .3  | 14.2 |
| 1999–00  | Minnesota | 71  | 71  | 36.4 | .466 | .402 | .899  | 3.4 | 8.9 | 1.9 | .4  | 17.1 |
| 2000–01  | Minnesota | 78  | 78  | 36.2 | .451 | .363 | .871  | 3.8 | 7.5 | 2.1 | .3  | 16.0 |
| 2001–02  | Minnesota | 32  | 28  | 30.1 | .425 | .174 | .988  | 2.9 | 8.3 | 1.6 | .2  | 12.4 |
| Total    | Total     | 724 | 480 | 29.8 | .448 | .355 | .873  | 3.0 | 6.1 | 1.6 | .3  | 13.8 |
| All-Star | All-Star  | 2   | 0   | 18.5 | .381 | .375 | 1.000 | 2.9 | 5.5 | 1.5 | .5  | 10.5 |

### Playoffs
| Año   | Equipo    | PJ | PT | MPP  | %TC  | %3P  | %TL   | RPP | APP | ROB | TPP | PPP  |
| ----- | --------- | -- | -- | ---- | ---- | ---- | ----- | --- | --- | --- | --- | ---- |
| 1992  | Cleveland | 12 | 0  | 13.1 | .400 | .000 | .750  | 1.8 | 2.5 | .3  | .1  | 3.9  |
| 1993  | Cleveland | 8  | 0  | 16.5 | .435 | .400 | 1.000 | 2.1 | 2.1 | .9  | .4  | 6.4  |
| 1994  | Cleveland | 3  | 0  | 18.7 | .632 | —    | .667  | 1.3 | 1.7 | .3  | .0  | 8.7  |
| 1996  | Cleveland | 3  | 3  | 41.7 | .447 | .333 | .867  | 3.0 | 8.0 | 1.3 | .3  | 19.3 |
| 1999  | Minnesota | 4  | 4  | 40.3 | .449 | .600 | .923  | 7.5 | 7.0 | 2.3 | .5  | 19.3 |
| 2000  | Minnesota | 4  | 4  | 40.5 | .508 | .364 | .909  | 5.8 | 8.5 | .8  | .0  | 19.5 |
| 2001  | Minnesota | 4  | 4  | 38.3 | .435 | .444 | 1.000 | 4.3 | 6.3 | 1.9 | .5  | 15.3 |
| Total | Total     | 38 | 15 | 24.9 | .457 | .381 | .897  | 3.2 | 4.3 | .8  | .2  | 10.5 |